# NAV-Industrihistoria och arbetslivsmuseer i Väst
NAV–industrihistoria och arbetslivsmuseer i väst är en ideell förening som verkar som ett nätverk för arbetslivsmuseer i Västra Götalandsregionen. Nätverket bildades i maj 2011 och ska verka för gemensamma frågor som rör arbetslivsmuseer i regionen och ha kontakter med den nationella museiföreningen Arbetslivsmuseernas samarbetsråd. I Västra Götalandsregionen finns mer än 160 arbetslivsmuseum och Nav hade 144 medlemmar i december 2017.NAV anordnar minst två möten per år, ett årsmöte och en medlemsträff.  Mötena är en del i kontaktskapandet och nätverkandet mellan medlemsmuseerna. Varje år sedan 2014 genomförs en utåtriktad publik dag på en ny plats i Västra Götaland under namnet Arbetslivsmuseernas Dag. Varje år trycks en katalog den sk. NAV-kartan där de flesta, 150 arbetslivsmuseer i Västra Götaland presenterar sina besöksmål.